# Mesochorus argus
Mesochorus argus là một loài tò vò trong họ Ichneumonidae.